# فسيفساء الغابات الساحلية جنوب زنجبار-إنهامبان
فسيفساء الغابات الساحلية جنوب زنجبار-إنهامبان، والمعروفة أيضًا بالغابات الساحلية السواحيلية الجنوبية،  هي منطقة إيكولوجية غابوية ذات أوراق عريضة رطبة استوائية في شرق أفريقيا. يدعم الإقليم البيئي موائل الغابات والسافانا والمستنقعات. لم يتم دراسة الجزء الجنوبي من المنطقة البيئية بشكل جيد بسبب الحرب الأهلية 1977-1992 في موزمبيق.

## المحيط والحدود
يمتد الإقليم البيئي على طول ساحل تنزانيا وموزمبيق، من نهر لوكوليدي التنزاني جنوبًا تقريبًا حتى مصب نهر ليمبوبو.
غالبًا ما تكون ساحلية، بشكل عام ضمن 50 كيلومتر من المحيط الهندي. وهو يشمل السهول الساحلية، والتلال، والهضاب معزولة بما في ذلك هضاب روندو و ماكوندي في جنوب تنزانيا، وهضبة مويدا في شمال موزمبيق. 
وتشمل بعض الجيوب الجبلية المعزولة في الداخل، بما في ذلك جبل تشيبيرون وجبل مابو وجبل مورومبالا وجبل نامولي وجبل تومبين في شمال موزمبيق والمنحدرات الجنوبية الشرقية للمرتفعات الشرقية، بما في ذلك غابة موريبان. تتقاطع الجبال مع الرياح الجنوبية الغربية الرطبة من المحيط الهندي، والتي تشكل الغيوم والمطر وتخلق مناخًا أكثر برودة ورطوبة من الأراضي المنخفضة المحيطة بها. هذه الجبال هي موطن للغابات المنخفضة دائمة الخضرة مع نباتات مماثلة لغابات الأراضي الساحلية المنخفضة، والغابات الجبلية المرتفعة، والغابات، والمراعي، والمرتفعات التي تعد موطنًا للعديد من أنواع جبال أفريقيا.  يتبع مخطط الصندوق العالمي للطبيعة «خريطة الغطاء النباتي لأفريقيا» التي وضعها فرانك وايت عام 1983 عن طريق تضمين هذه الجبال الداخلية في المنطقة البيئية الفسيفسائية للغابات الساحلية. يؤكد باحثون آخرون، بما في ذلك جوناثان تيمبرليك من حدائق كيو، على أن النباتات والحيوانات الموجودة في المناطق الداخلية الداخلية في شمال موزمبيق، خاصة في المرتفعات الأعلى، لها تقارب أكبر مع غابات جبال أفريقيا الشرقية.  
يحد المنطقة الإيكولوجية من الشرق المحيط الهندي. إلى الشمال، تتاخم فسيفساء الغابات الساحلية الشمالية في زنجبار-إنهامبان. ينتقل إلى غابات مفتوحة أكثر جفافا إلى الغرب -غابات ميومبو الشرقية في الطرف الشمالي، وغابات زامبيزيان وموبان في الجزء الأوسط، وغابات ميومبو الجنوبية في الطرف الجنوبي. إلى الجنوب، يحدها فسيفساء الغابات مابوتالاند الساحلية. كما يشمل بعض الجزر البحرية الصغيرة في موزمبيق، بما في ذلك جزر كورومبوس وأرخبيل بازاروتو.

## مناخ
المناخ استوائي في الجزء الشمالي، يصبح شبه استوائي في الطرف الجنوبي. يوجد في المنطقة المحيطة بليندي في تنزانيا موسم جاف طويل وموسم رطب. هطول الأمطار 800-1000 مم في السنة، وهو أعلى في بعض الهضاب والجبال. المناخ مشابه في الجزء الموزمبيقي، على الرغم من انخفاض هطول الأمطار (800 مم) في شمال موزمبيق، التي تقع في الظل المطري لمدغشقر. متوسط درجات الحرارة القصوى هو 30-27 ° C في الشمال و 24 ° C في الجنوب، ومتوسط درجة الحرارة الدنيا 18-15 ° C في جميع أنحاء المنطقة الإيكولوجية. 

## مناطق محمية
تشمل المناطق المحمية داخل المنطقة البيئية ما يلي:
- محمية غابة روندو، تنزانيا
- منتزه بازاروتو الوطني، موزمبيق
- محمية جيلي هانت للحياة البرية (جزء)، موزمبيق
- منتزه جورونغوسا الوطني (جزء)، موزمبيق
- محمية غابات موريبان، موزمبيق
- محمية بومين الوطنية، موزمبيق
- منتزه كورومبوس الوطني، موزمبيق

## روابط خارجية
- الغابات الساحلية لأفريقيا الشرقية (WWF)
- فسيفساء الغابات الساحلية في جنوب زنجبار-إنهامبان (WWF)
- فسيفساء غابات ساحلية جنوب زنجبار-إنهامبان (موسوعة الأرض)
- الفسيفساء الساحلية (أنواع الأشجار المفيدة لأفريقيا الشرقية)